# Pterolophia angusta
Pterolophia angusta là một loài bọ cánh cứng trong họ Cerambycidae.